# هاري موريس (لاعب كرة قدم)
هاري موريس (بالإنجليزية: Harry Morris, Sr.)‏ (11 أبريل 1866 ببرمنغهام في المملكة المتحدة - 1 يونيو 1931 ببرمنغهام في المملكة المتحدة) هو لاعب كرة قدم بريطاني (وحمل سابقاً جنسية المملكة المتحدة لبريطانيا العظمى وأيرلندا) في مركز نصف الجناح. لعب مع برمنغهام سيتي.